# チベタン・ハウンド
チベタン・ハウンド（英語：Tibetan Hound）は、チベット原産の犬種のひとつである。別名はシャー・キー（英語：Sha-Kyi）、チベタン・ハンティング・ドッグ（英語：Tibetan Hunting Dog）、カムパス・ドッグ（英語：Khampas Dog）。

## 歴史
生い立ちなどは一切資料が残されていないため、不明である。カムパスという遊牧民によって生み出され、その手でのみ飼育されている。
主にアオヒツジ、シカ、ジャコウジカを狩るのに使われている。単独或いは2〜3頭のパックで猟を行う。はじめはリードにつながれて獲物を捜索する。嗅覚と視覚で捜索を行い、発見すると主人に知らせてリードをはずすようにせがむ。獲物を追い詰められる場所がある場合はリードをはずして獲物を追いかけさせ、崖へ追い詰める。尚、アオヒツジは崖まで追い詰められると体で相手をかわして捕食者を逆に落とそうとする習性があるが、本種は訓練によりその手には乗らず、追い詰めて相手を動けなくすることができる。動けなくなった獲物は犬の主人により銃で至近距離から撃たれ、仕留められる。
現在もカムパスにのみ飼育され続けているが、生存状況も全く明らかになっていない幻の犬種である。外部には一度も出たことがなく、知名度も低い珍犬種である。

## 特徴
セントハウンドとサイトハウンド、そしてパリア犬が混ざったような変わった姿をしている。マズルと脚が長く、やせて引き締まった体つきをしている。ストップは浅い。首は短めで、胴も丈夫である。耳は前方に垂れた垂れ耳、尾はふさふさした巻き尾。尾は通常垂れているが、活動中は巻き上げている。コートは厚いショートコートで、体の下部や臀部、首周りには飾り毛がある。コートは短くても密度があるので、防寒性があり寒さに強い。毛色はブラック・アンド・グレーで、頭部はくすんだブラックであるが、尾に向かって徐々にグレーになっていくグラデーションのものが多い。尚、本種の毛色の「グレー」は、クリームがかったグレーである。詳細な体高・体重は不詳だが、「エアデール・テリアと同じくらい」（『デズモンド・モリスの犬種事典』、68頁より引用）という記述が見られることから、体高およそ55〜60cmくらいの大型犬種であると推測される（エアデール・テリアの正式な体高は56〜61cmである）。性格は忠実で従順、狩猟本能が高い。走るのがサイトハウンド並みに速いといわれるが、自ら獲物を倒す種類ではないためそれほど力は強くない。しつけは基本的に主人からのみ受け付ける。活発で運動量は多い。